# Согдианская круглоголовка
Согдианская круглоголовка (лат. Phrynocephalus sogdianus) — вид ящериц семейства агамовых. Обитают в юго-западном Таджикистане и в южной части Узбекистана. Ранее считался подвидом песчаной круголовки, но позднее выделен в самостоятельный вид.

## Описание
Средний размер взрослых особей колеблется от 47 мм у самцов и 40 мм у самок (без учёта хвоста). Масса до 3,1 г. Хвост приплюснут, на нижней части хвоста расположены 2—4 поперечные чёрные полосы, кончик хвоста также чёрный. Верхняя часть тела имеет песочно-жёлтый цвет с коричневатым оттенком. На ней расположено множество тёмных и светлых пятен разного размера. Снизу чешуя белая.

## Поведение
Обитает в пустынных биотопах со скудной растительностью. Роет норы, глубина которых составляет 4—5 см, а длина доходит до 10 см. Кроме того, может погружаться в песок быстрыми движениями тела во время опасности. Питается в основном муравьями, гусеницами, клопами и жуками. С апреля по июнь откладывают яйца, молодые особи из которых вылупляются начиная с июня. Половозрелости достигают к лету следующего года.